# Georges Barboteu

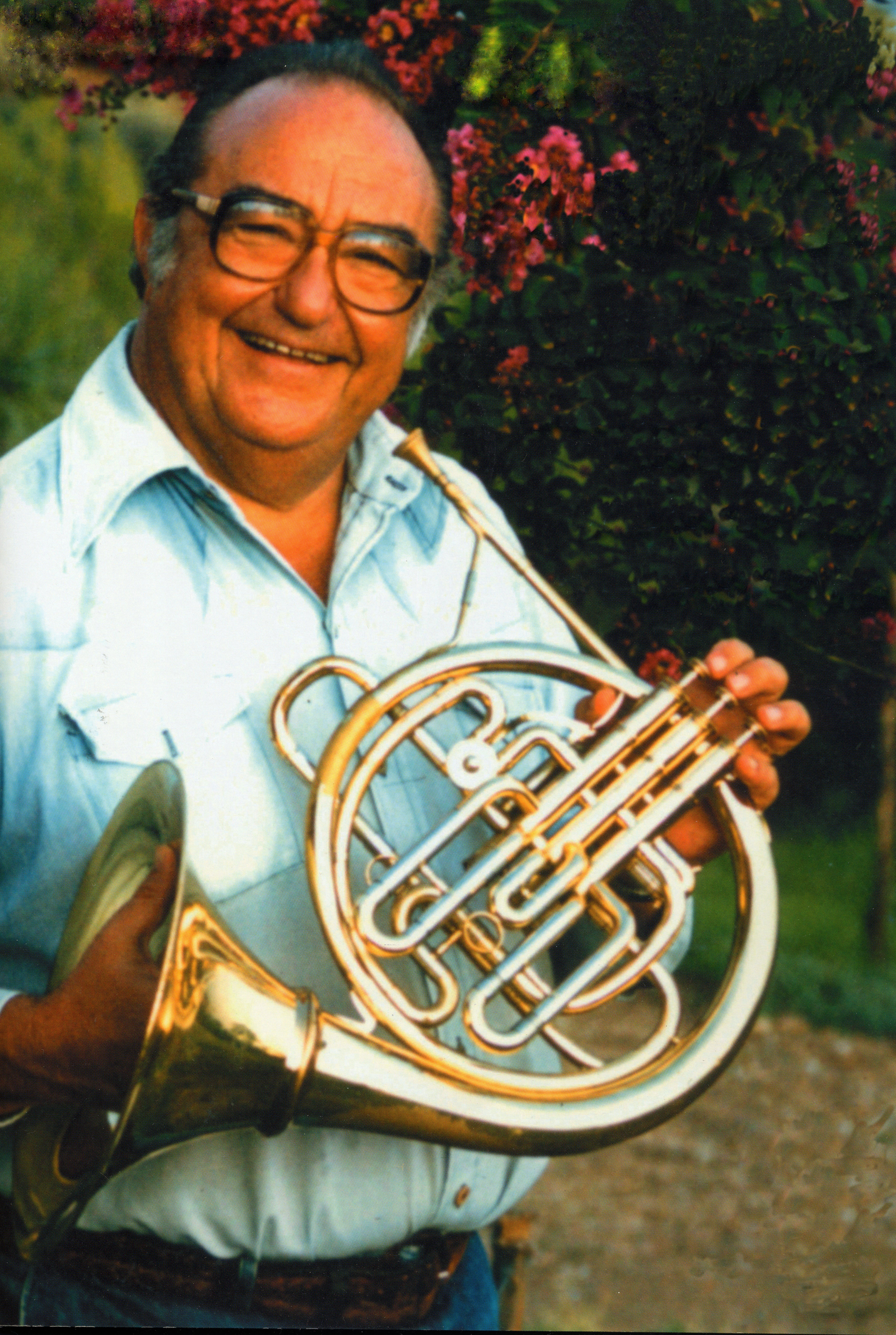
Georges Barboteu 1980

Georges Barboteu (* 1. April 1924 in Algier; † 30. September 2006 in Paris) war ein französischer Hornist und Komponist.
Barboteus Familie stammte ursprünglich aus Katalonien, war jedoch seit Generationen in Algerien ansässig. Sein Vater war Professor am Konservatorium in Algier. Ersten Hornunterricht erhielt er im Alter von neun Jahren und gewann den ersten Preis am Konservatorium in Algier bereits zwei Jahre später. Er war vierzehn Jahre alt, als er eine Anstellung beim Radiosymphonieorchester Algier bekam.
1948 wurde er Mitglied im Orchestre National de France unter Charles Münch und trat 1950 ins Konservatorium Paris ein. In seiner weiteren Karriere war er Mitglied der Opéra-Comique, der Pariser Oper sowie Solo-Hornist des Concerts Lamoureux. 1969 wurde er Solo-Hornist im Orchestre de Paris.
Von 1969 bis 1989 war Barboteu Professor für Horn am Pariser Konservatorium. In dieser Zeit gründete er auch das Quintett Ars Nova. Neben Hornetüden schrieb er über vierzig Kompositionen für Solo- oder Kammermusikbesetzung. Er war mit sämtlichen musikalischen Stilen vertraut, von Barock über Klassik und Romantik (Schumanns Konzertstück) bis zu zeitgenössischer Musik einschließlich Jazz (Aufnahme mit Duke Ellington). Einige seiner Soli für Horn und andere Bläser wurden als Prüfungsstücke am Pariser Konservatorium verwendet.

## Preise
- Erster Preis des Konservatorium Algier (1935)
- Prix d’honneur (1950)
- Erster Preis am Internationalen Genfer Hornwettbewerb (1951)

## Quelle
- Homepage der Hornsociety (englisch)

| Personendaten    | Personendaten                       |
| ---------------- | ----------------------------------- |
| NAME             | Barboteu, Georges                   |
| KURZBESCHREIBUNG | französischer Hornist und Komponist |
| GEBURTSDATUM     | 1. April 1924                       |
| GEBURTSORT       | Algier                              |
| STERBEDATUM      | 30. September 2006                  |
| STERBEORT        | Paris                               |